# Liste der Monuments historiques in Néac
Die Liste der Monuments historiques in Néac führt die Monuments historiques in der französischen Gemeinde Néac auf.

## Liste der Bauwerke
| Bezeichnung     | Beschreibung              | Standort | Kennzeichnung | Schutzstatus | Datum | Bild |
| --------------- | ------------------------- | -------- | ------------- | ------------ | ----- | ---- |
| Schloss Siaurac | Erbaut im 19. Jahrhundert | (Lage)   | PA33000199    | Inscrit      | 2015  |      |